# クラハシコウ
クラハシコウ（鞍嘴鸛、学名：Ephippiorhynchus senegalensis）は、コウノトリ目コウノトリ科に分類される鳥類の1種。スーダン、エチオピア、ケニアから南は南アフリカ共和国まで、西アフリカではガンビア、セネガル、コートジボワール、チャドまで、サブサハラアフリカに広く分布し繁殖している。南アフリカでは絶滅危惧種とされている。アジアとオーストラリアに広く分布するセイタカコウの近縁種であり、セイタカコウ属は本種とセイタカコウで構成される。

## 形態

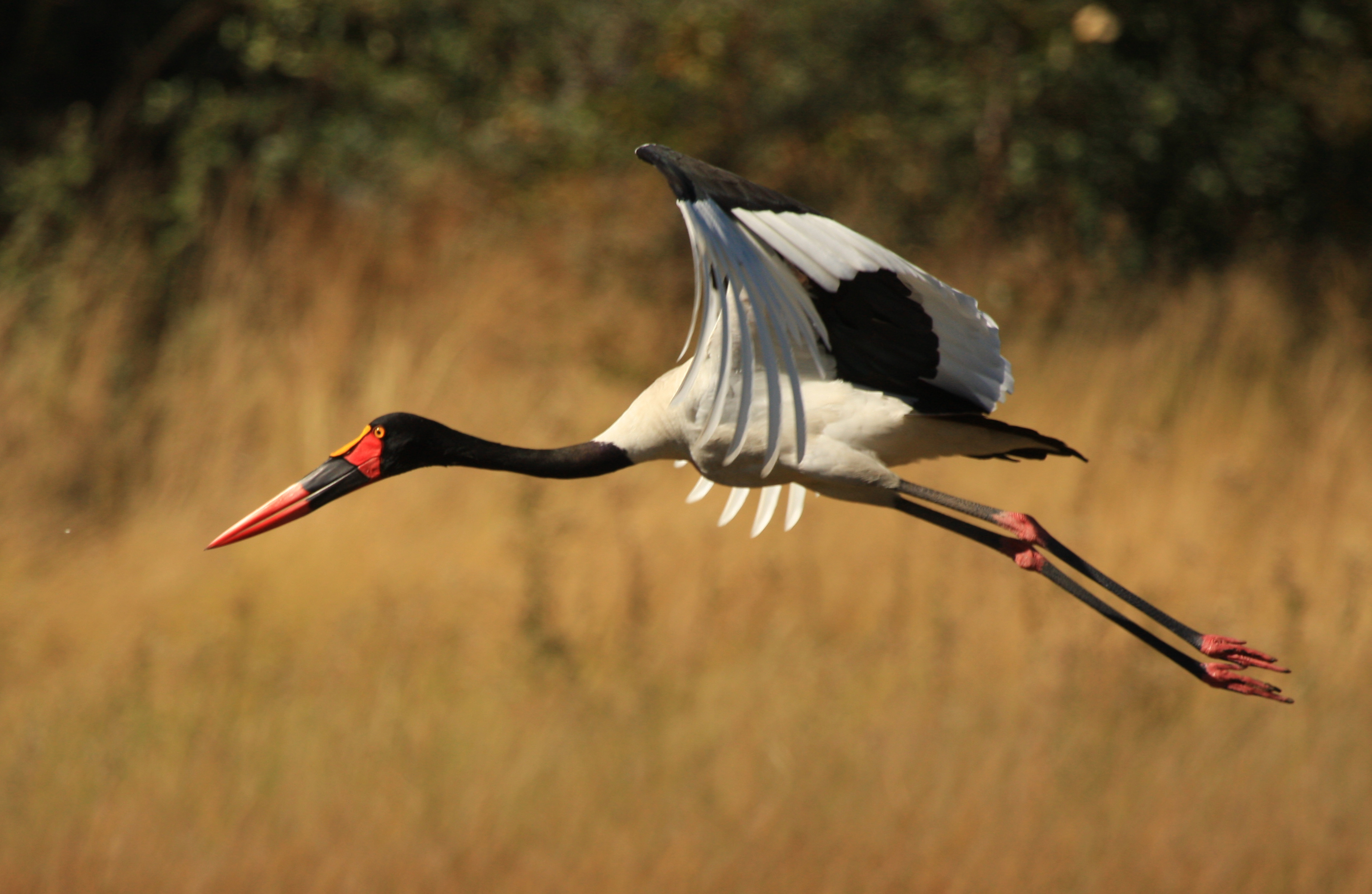
飛行

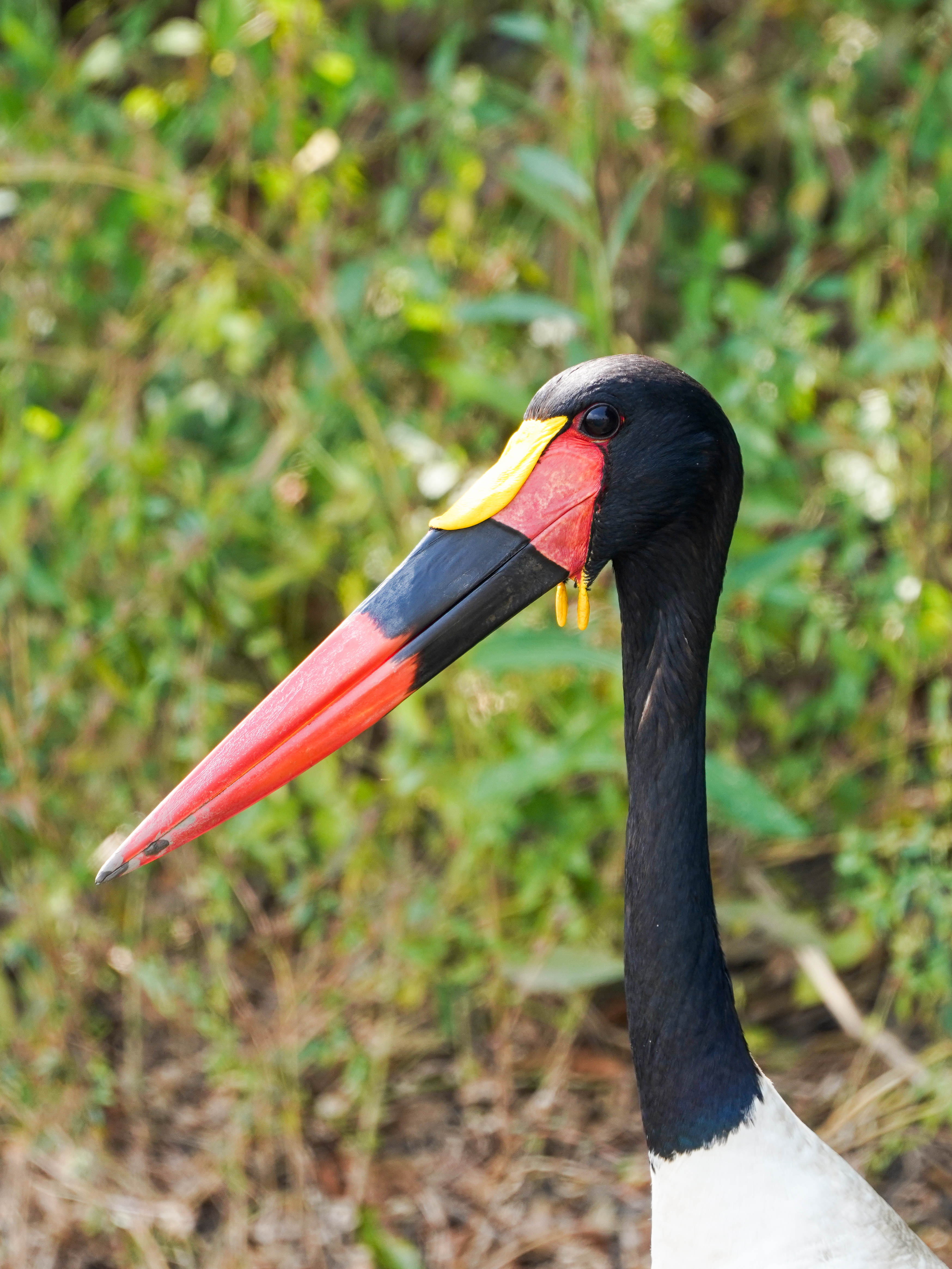
雄は濃い色の虹彩と黄色の肉垂が特徴

大型のコウノトリで、体高は145 - 150 cm、体長は142 cm、翼開長は2.4 - 2.7mに達する。飼育下では体高が150 - 180cmに達することもある。雄は雌よりも大型で、雄の体重は5.1 - 7.52kg、平均で6.38kgに対し、雌の体重は5 - 6.84kg、平均で5.95kgである。大型のコウノトリのうち、アフリカハゲコウやオオハゲコウ、ズグロハゲコウとほぼ同じ大きさだが、それらの大型コウノトリよりも首が長く、脚もわずかに長いため、最も背の高いコウノトリとされる。脚が非常に長く、脛足根骨の長さは最大36.5cmである。嘴長は27.3 - 36cmである。雌は金黄色の虹彩を、雄は濃い茶色の虹彩を持ち、雄は黄色い肉垂がある。色彩において性的二形性を示す数少ないコウノトリの一種である。
羽毛は雌雄ともに違いが無いように見えるが、飛んでいるときに見える初列風切羽は、雌の方がより白い。頭、首、背中、翼、尾は暗色で、体の残りの部分と初列風切羽は白色である。幼鳥の羽毛は茶色がかった灰色である。嘴は赤く、黒い帯と黄色の額板がある。脚は黒色で、踵と爪先は赤色である。胸の皮膚が一部剥き出しになっており、繁殖期には色が濃くなる。

## 生態
鳴くことは珍しく、音を出すのは巣で嘴を鳴らすのがほとんどである。ほとんどのコウノトリと同様に、サギのように首をたたむのではなく、首を伸ばして飛ぶ。飛行中には大きく重い嘴は腹の高さよりやや下に垂れ下がり、独特の姿勢となる。そのため遠くからでも見分けることができる。その大きな体と珍しい飛行姿勢のため、コンガマトーという未確認生物の基になったと言われている。

### 生息地
他のコウノトリが居ない場所よりも、広い水域のある保護地域を好む。しかしこの記録は、鳥類学者が国立公園や保護された沼地など、アクセスが容易な保護地域を偏って調査していることに起因している可能性がある。

### 繁殖
クラハシコウは単独で巣を作り、繰り返し使用する巨大な巣台を作る。他の多くのコウノトリと異なり、繁殖期以外でもつがいでいる姿がよく見られることから、生涯にわたりつがいを形成するとされる。低地の森林湿地やその他の氾濫原で繁殖する。木に大きく深い巣を作り、1 - 5個（通常は2 - 3個）の白い卵を産む。卵の重さは1個あたり約146gである。抱卵期間は30 - 35日で、雛が巣立つまでにさらに70 - 100日かかり、次の繁殖期まで親鳥の縄張りにとどまることが多い。

### 摂餌

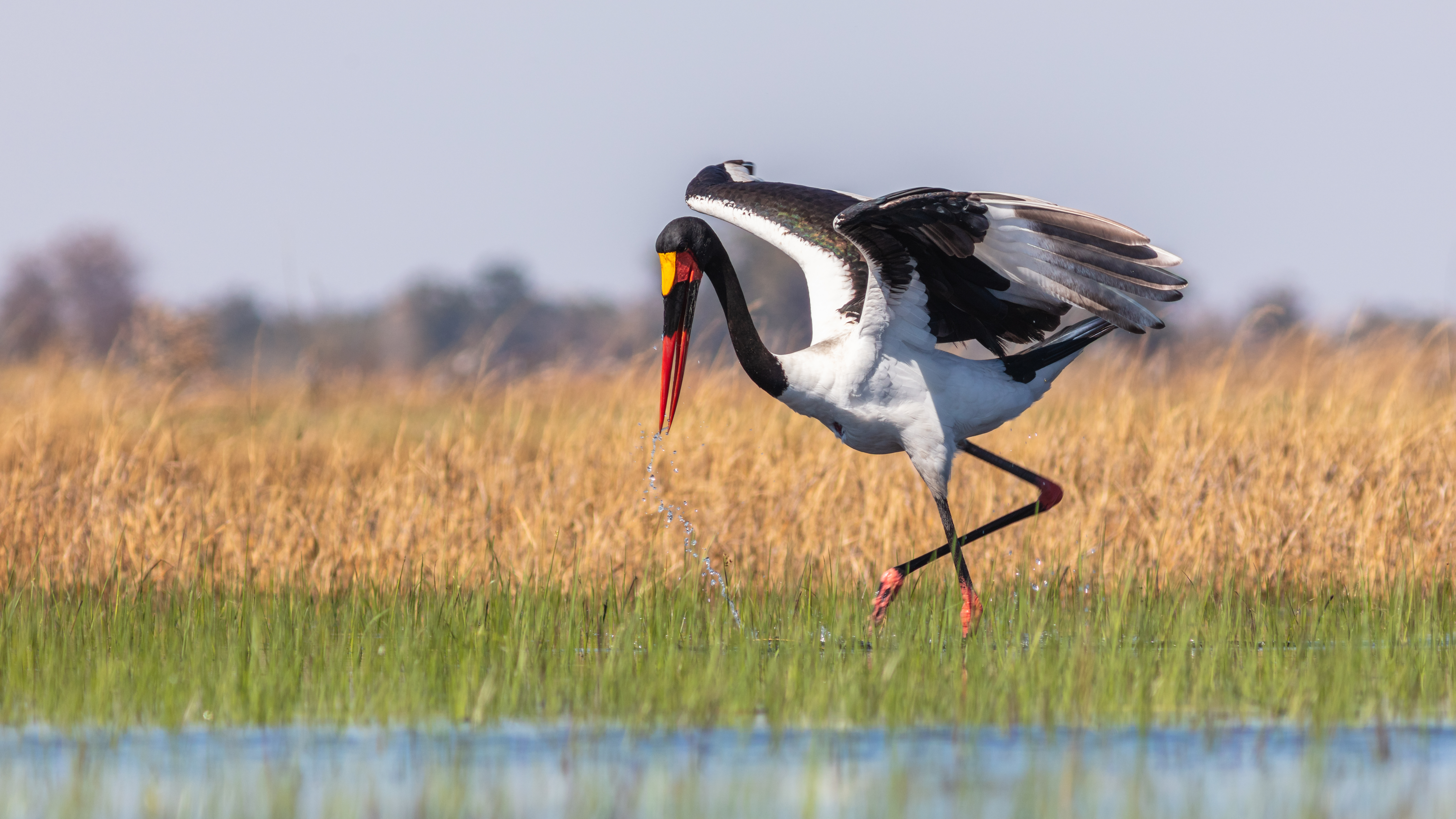
餌を探す様子

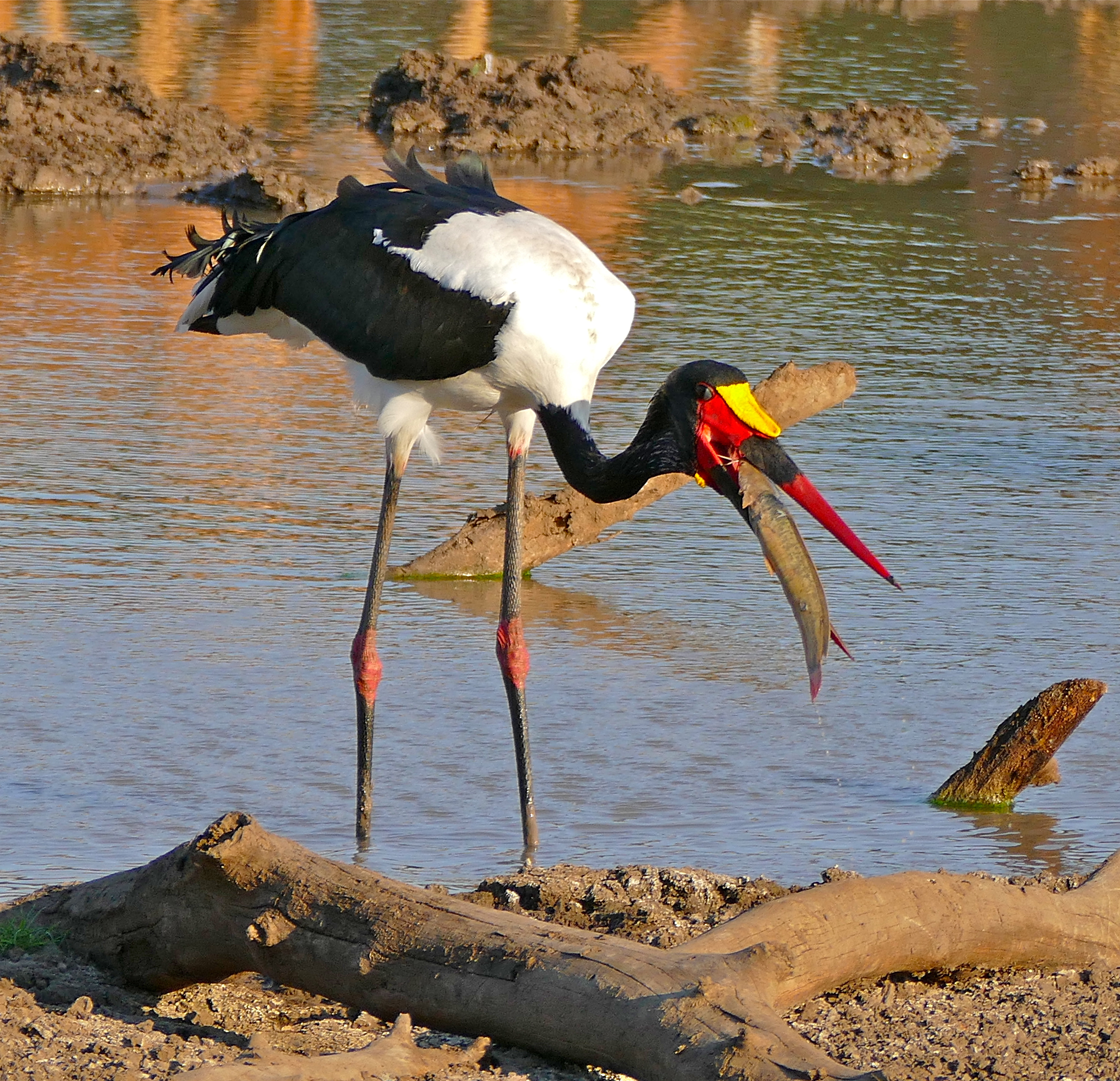
ナマズを食べる様子

嘴を水中に突き立てて獲物を探したり、直接獲物を捕まえたり、泥や植物の中にも嘴を突き立てて獲物を捕まえる。視覚によって狩りをする。255分間の観察を行った研究では、捕獲に成功した例の71%は視覚によるもので、29%は触覚によるものであった。最大1.3kgのハイギョや、ヒレナマズなどの水生生物を食べる。魚を頭から飲み込み、次に水を飲み込む。大型魚を食べる場合は、魚を岸に運び、頭を飲み込む前に胸鰭を切り落とすことが多い。カエル、巻貝、小型哺乳類、鳥、ヘビ、バッタ、シロアリ、水生昆虫なども食べる。アカハシオナガガモやモザンビークドクハキコブラを捕食したケースもある。ホソマングースを襲ったが失敗したという報告もある。

## 古代エジプトにおいて
古代エジプトの「ba」を表すヒエログリフ
| G29 |

となっている。この文字はしばしばズグロハゲコウを表していると誤解される。エジプト第3王朝のファラオ、カーバーはこの文字を自分の名前に取り入れた。クラハシコウの最初の描写は、エジプト先王朝時代後期（紀元前3150年以前）であり、これにより古代エジプトにおいてクラハシコウの分布域が減少したことが推測され、都市化と乾燥化（紀元前2686年 - 2181年頃）によるものと考えられる。